# Käglan
Käglan är en skogshöjd som till största delen ligger i Örebro kommun och Lindesbergs kommun i nordöstra Närke men även, med sin östligaste del, i Arboga kommun i Västmanland och i Kungsörs kommun i Södermanland. I norr stupar Käglan brant ner mot Arbogaån och sjön Väringen, medan den i söder sluttar långsamt ner mot slättbygderna norr om Hjälmaren. Käglans längd i östlig-västlig riktning är cirka 50 km. Dess höjd är 110 meter över havet. Av geologiskt intresse är en klapperstensvall från istiden. Vallen ligger i den nordvästra delen av Käglan. En utlöpare mot Örebrohållet från Käglan är bergsområdet Kränglan, där naturreservatet Kränglan, inrättat 2010, ligger.
Området är glest befolkat, med spridda torp och gårdar. Två mindre byar, Karltorp och Orrkilen, finns i Käglan. Där finns även naturreservatet Skitåsen, en gammal barrskog med omkring 300 år gamla tallar .
Området räknades som en gränsskog mellan Närke och Västmanland (och Södermanland). En 
lämning av den urspungliga vildmarken återstod länge av den inom Glanshammars härad belägna häradsallmänningen Käglan, som 1894 omfattade 2146 ha.
Namnet Käglan (Kiægglu 1280-talet) betyder troligen "klump", "kloss" och skulle då syfta på bergshöjden.